# Mandarina
Mandarina (znanstveno ime Citrus reticulata) je drevo in plod agruma iz rodu Citrus (družina Rutaceae) in sicer ena od izvirnih treh vrst, skupaj s citrono in pomelom. Odkar je bila splošno sprejeta teorija, da so vse ostale vrste citrusov le hibridi, ki so se v teku stoletij razvili iz teh treh vrst, je mandarina postala najuglednejši med agrumi, če je edini sladek od treh prednikov. Če pomislimo, da je danes svetovno najbolj razširjen agrum pomaranča, torej najslajši med vsemi agrumi, moramo pač priznati mandarini določene zasluge.

## Rod citrusov
Do nedavnega je rod Citrus zajemal enajst vrst, pred kratkim pa so strokovnjaki določili, da so izvirni citrusi le trije: mandarinovec (Citrus reticulata), pomelovec (Citrus maxima) in citronovec (Citrus medica). 
Med križane citruse so tako všteli vse ostale vrste: pomaranča, limona, grenivka, klementina, bergamot, kinoto, kumkvat, kombava in limeta. Prav tako bi naj vse nekdanje vrste fortunelle bile le križanja s kumkvatom.
Ta klasifikacija sicer ni še splošno sprejeta, a že sedaj veliko večino citrusov strokovno zapisujejo z vmesnim znakom križca ali enostavno z »x«, kar pomeni, da gre za križanca, torej hibrid. Čeprav se lahko zdi čudno, da sta tako vsesplošno znana sadeža, kot sta pomaranča ali limona, le hibrida, ne moremo prezreti osnovnih podatkov o njunem izvoru in gojenju. Strokovno ju je treba prišteti med umetno pridobljene rastline.
Čeprav je rod citrusov sedaj sestavljen samo iz treh vrst, poznamo med agrumi veliko število naravnih odstopanj in nepravilnosti, bodisi v cvetju, bodisi predvsem v sadežih, zaradi česar se dajo dobiti širom po svetu zelo raznoliki primerki. Razen tega so agronomi razvili nešteto hibridov, ki večkrat nimajo stalnih in ponovljivih lastnosti, zato so nekatere vrste na trgu le za določeno dobo. To povzroča težave pri klasifikaciji agrumov. Omeniti je treba tudi dedne spremembe, ki so pri agrumih zelo pogoste. Gre za mutacijo v poganjkih, ki se včasih pojavi iz neznanih razlogov. Na veji se rodi poganjek, iz katerega zraste veja z nekoliko različnimi lastnostmi od ostalega drevesa. Če se ta vejica uporabi kot potaknjenec, zraste drevo s temi različnimi lastnostmi. Velikokrat  so te nove lastnosti nezaželene, zato se spremembo ne želi ohranjati in se mutirana vejica enostavno odstrani. Včasih je pa sprememba toliko zanimiva, da jo agronomi gojijo dalje in tako dobijo novi križanec.

## Ime
Danes se povsod po svetu uporablja ali vsaj pozna izraz mandarina, vendar je sam izvor tega imena zelo zanimiv. Ko se je leta 1828 to sadje prvič pojavilo v sredozemlju, so ga začeli tako imenovati zaradi njegovega kitajskega porekla. Bilo je namreč splošno znano, da so bili mandarini kitajski veljaki, zato naj bi nosili isto ime ti novi kitajski sadeži plemenite vrste in sorazmerno blede barve. Ime, ki je bilo sprva skoraj v posmeh, je v različicah prevzela večina svetovnih jezikov.

## Opis
Mandarina je večji grm, visok malo več kot dva metra, čeprav nekatere vrste dosežejo 4 metre. Listi so majhni in močno dišeči. Plodovi so nekoliko sploščeni pri peclju in se zelo lahko odstranijo od veje. Olupek je tanek in dišeč; spužvasta plast pod njim (albedo), ki pri nekaterih vrstah drugih citrusov lahko doseže več kot centimeter debeline, je pri mandarini neznatna in zredčena, kar dovoljuje enostavno in hitro lupljenje sadeža. Večkrat olupek celo odstopi od krhljev še pred branjem, kar da večjim mandarinam videz, da so »zmečkane«. Krhlji se med seboj z lahkoto ločijo, so svetlo oranžne barve, zelo sočni in sladki. Sadje se uporablja sveže ali za predelavo v marmelade in kandirano sadje. Iz olupkov se pridobiva esenčno olje, ki je prijetno dišeča tekočina živo rumene barve, rahlo fluorescentna. Kemijsko je pretežno d-limonin in se da ponarediti z oljem iz celih nezrelih plodov. Odraslo drevo da 400 do 600 sadežev.

## Križanci in različice
Najzgodnejše mandarine izvirajo iz Japonske in Kitajske, vendar so v Sredozemlje prišle pred njimi vrste iz Indonezije in Indije. Sicer gre bolj za zemljepisno razdelitev, saj ni bistvenih razlik, kar potrjuje tudi odpornost rastline skozi stoletja. Danes poznamo desetine vrst, ki so pa le kultivarji, ki jih je človek pridobil s selekcijo in/ali križanjem. 

### Tangerine, klementine in satsuma
V ZDA je  najbolj razširjena vrsta mandarine Satsuma ali Mikan, ki je prišla leta 1876 v ZDA z Japonske. Razen pokrajine na otoku Kjušu, poznamo danes tudi mesto Satsuma v Alabami (ZDA), ki je dobilo ime prav po tej komercialni sorti. Na Siciliji se poleg satsume gojita tudi avana ali paternò.
Angleži in Američani ne uporabljajo samo izraza »mandarina«', pač pa tudi in predvsem tangerine, kar daje razumeti, da so jih ga sprva dovažali iz Sredozemlja. Praviloma pa sta to danes dve varieteti. Mandarina je svetlo oranžne barve in pecelj je v rahli vdolbinici. Komercialne vrste »tangerine« so križanci s pomarančo, zato imajo močno obarvan, skoraj rdeč olupek in pri peclju so rahlo vzbočene (kakor limona); listi ter rastlin so širši. Tudi varietete klementine so križanci z grenko pomarančo.

### Neretvanske mandarine
Pridelava mandarin v delti reke Neretve nima prav dolge zgodovine. Prve plantaže so namreč zasadili šele v 60. letih preteklega stoletja, potem ko so z obsežnim izsuševanjem neplodna močvirja v dolini Neretve iztrgali vplivom morja in jih spremenili v rodovitna polja. To je predstavljalo prelomni trenutek tudi v življenju tamkajšnjih prebivalcev, ki so se dotlej preživljali z lovom in ribolovom, s figami in z vinsko trto. Kakovostna zemlja in blago mediteransko podnebje sta se izkazala za idealna za pridelavo vseh vrst agrumov (predvsem pa mandarin sort Satsuma, Owari ter Zorica rana) in dolina Neretve je postala »hrvaška Kalifornija«. Sezona obiranja zrelih mandarin traja od oktobra do decembra in v tem času se v nasadih zabojčki intenzivno polnijo s sadeži. V zadnjih letih pa je dolina Neretve pridobila tudi status turistične destinacije, kamor vse več ljudi prihaja ne le na ogled nasadov, ampak želijo obiralcem (vsaj simbolično) pri delu pomagati.